# ピペリジンアルカロイド

ピペリジン, ピペリジンアルカノイドの親化合物

ピペリジンアルカロイド（英：Piperidine alkaloids）は天然に存在するアルカロイド群の化合物であり、ピペリジンから化学的に誘導される。

## 解説
ピペリジンを構成単位とするアルカロイドは広く存在し、通常、その発生と生物学的起源によってさらに細分化される。ピペリジンアルカロイドで最も重要なものはピペリンで、コショウの辛味の原因となっている。
ピペリジンアルカロイドにはsedum alkaloids（セダミンなど）、ペレチエリン、lobelia alkaloids（ロベリンなど）、conium alkaloids（コニインなど）、pinus alkaloidsも含まれる。

ピペリン
ロベリン
(S)-コニイン
セダミン
ソレプシノン

## 文献
- Entry on Piperidin-Alkaloide. at: Römpp Online. Georg Thieme Verlag, retrieved 19. Juni 2014.